# Tsukumogami Kashimasu
Tsukumogami Kashimasu (つくもがみ貸します?  "Tsukumogami For Rent") es una novela japonesa escrita por Megumi Hatakenaka y publicada en 2007. Una secuela, titulada Tsukumogami, Asobō yo (つくもがみ、遊ぼうよ?  "Tsukumogami, Let's Play"), fue publicada en 2013. Una adaptación de anime de la serie se estrenó en julio de 2018 para la televisión.

## Personajes
Seiji (清次)
Voz por: Junya Enoki
Okō (お紅)
Voz por: Mikako Komatsu
Satarō (佐太郎)
Voz por: Takahiro Sakurai

## Media

### Novela ligera
La novela está escrita por Megumi Hatakenaka, y Kadokawa Shoten la publicó el 25 de septiembre de 2007 (ISBN 978-4-04-873786-9). Una segunda edición fue publicada el 23 de junio de 2010 (ISBN 978-4-04-388802-3). Hatakenaka publicó una secuela, titulada Tsukumogami, Asobō yo, el 26 de marzo de 2013 (ISBN 978-4-04-110409-5), y la segunda edición se publicó el 23 de abril de 2016 (ISBN 978-4-04 -103880-2).

### Anime
NHK anunció una adaptación de la serie de televisión de anime el 23 de octubre de 2017. La serie está dirigida por Masahiko Murata y escrita por Kento Shimoyama, con animación del estudio Telecom Animation Film. Miho Yano e Hiromi Yoshinuma están diseñando los personajes basados en los diseños originales de Lily Hoshino. Natsue Muramoto es el director artístico de la serie, Ryoko Oka ofrece el diseño a color, Yūko Kamahara es el director de fotografía y Yasunori Ebina es el director de sonido. La música para la serie está compuesta por Gō Satō. TMS Entertainment está produciendo el anime. 
La serie se estrenó en NHK General TV en julio de 2018.